# Jean Laviron
Jean Laviron conosciuto anche come J. Laviron (Parigi, 26 aprile 1915 – Fresneaux-Montchevreuil, 15 febbraio 1987) è stato un regista e sceneggiatore francese.

## Filmografia

### Regista

#### Cinema
- Un amour de parapluie (1951) - cortometraggio
- Vacanze a Parigi (Votre dévoué Blake) (1954)

#### Serie TV
- L'inspecteur Leclerc enquête – serie TV, episodi 1x18-1x20 (1962)
- Les créatures du bon Dieu – serie TV, 1 episodio (1967)
- Ça vous arrivera demain (1970)
- Erreurs judiciaires (1975)

### Regista e sceneggiatore

#### Cinema
- Descendez, on vous demande (1951)
- Au diable la vertu (1953)
- Légère et court vêtue (1953)
- Soirs de Paris (1954)
- I centauri (Les motards) (1959)
- Les héritiers (1960)

#### Televisione
- Par devant notaire, co-regia di Joseph Drimal e Daniel Georgeot (1979) (segmento "La Résidence du bonheur" e "La Saison des brumes")

#### Serie TV
- Mon filleul et moi (1965)
- Preuves à l'appui – serie TV, 4 episodi (1978)

### Sceneggiatore

#### Cinema
- Gli ultimi giorni di Pompei, regia di Marcel L'Herbier e Paolo Moffa (1950)